# Louis Schellenberg

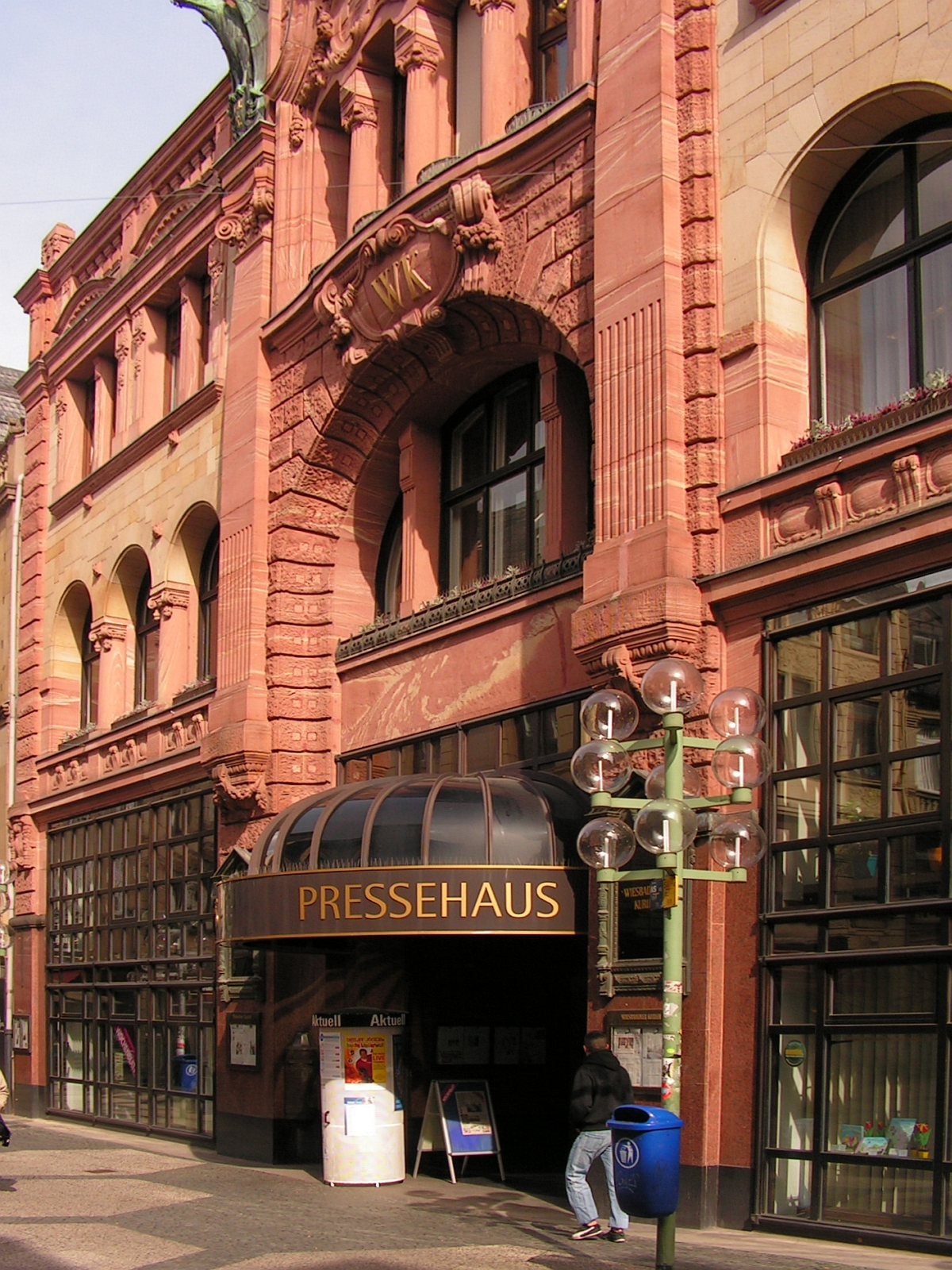
Das Pressehaus in der Wiesbadener Langgasse

Louis Schellenberg (vollständiger Name Ferdinand Karl Wilhelm Ludwig Schellenberg, * 11. Oktober 1852 in Wiesbaden; † 21. April 1920 ebenda) war ein deutscher Verleger.

## Leben
Schellenberg wurde als Sohn des Wiesbadener Verlegers August Schellenberg und dessen Ehefrau Marie geboren. Er gehörte zur Familie Schellenberg. Acht Jahre nach dem Tod seines Vaters übernahm er von seiner Mutter, die zwischenzeitlich die Geschäfte geführt hatte, 1877 die L. Schellenberg'sche Hofdruckerei und zwei Jahre später das gesamte Unternehmen.
Er modernisierte die Druckerei grundlegend und baute sie erheblich aus. Von 1887 an wurden die Bücher und die Zeitung des Verlags im Rotationsdruck erstellt, im Jahr 1900 führte er Setzmaschinen ein. 1905 ließ er an der Stelle der ehemaligen Druckerei das Pressehaus in der Wiesbadener Langgasse errichten, in dem zunächst das Wiesbadener Tagblatt, später der Wiesbadener Kurier verlegt wurden.
Nach seinem Tod übernahm zunächst seine Witwe Marie die Leitung des Verlags, 1932 sein Sohn Gustav.